# Tmarus latifrons
Tmarus latifrons är en spindelart som beskrevs av Tord Tamerlan Teodor Thorell 1895. Tmarus latifrons ingår i släktet Tmarus och familjen krabbspindlar. Inga underarter finns listade i Catalogue of Life.